# Aliza Vellani
Aliza Vellani (Vancouver, Canadà, 30 d'octubre de 1991) és una actriu canadenca. Tot i que havia aparegut anteriorment a diverses sèries com ara Little Mosque on the Prairie de CBC, a iZombie de CW o a la nova versió de The X-Files, es va revelar internacionalment el 2021 gràcies al seu rol de Rani Singh a la sèrie Sweet Tooth de Netflix.

## Filmografia

### Pel·lícules
| Any  | Títol                         | Rol                  | Notes         |
| ---- | ----------------------------- | -------------------- | ------------- |
| 2014 | Emma                          | Zara                 | Short         |
| 2017 | WoodMan                       | Dona vestida de blau | Curt-metratge |
| 2018 | All Kinds of Weather          | Preet                | Curt-metratge |
| 2019 | Kim Possible                  | Mare tafanera        |               |
| 2019 | The Art of Racing in the Rain | Assistent            |               |
| 2020 | Operation Christmas Drop      | Sally                |               |

### Televisió
| Any          | Títol                                                   | Rol                    | Notes                                |
| ------------ | ------------------------------------------------------- | ---------------------- | ------------------------------------ |
| 2007–12      | Little Mosque on the Prairie                            | Layla Siddiqui         | Rol recurrent                        |
| 2009         | The Troop                                               | Sarame                 | "Pajama Game... of Death"            |
| 2010         | The Cult                                                | Janice                 | Film de tele                         |
| 2011         | Geek Charming                                           | Noia aleatòria         | Film de tele                         |
| 2014         | Motive                                                  | Dr. Gita Ambreen       | "Angels with Dirty Faces"            |
| 2014         | Rush                                                    | Infermera Joy          | "Where Is My Mind?"                  |
| 2015         | Exposed                                                 | Coach                  | Film de tele                         |
| 2015         | iZombie                                                 | Marcy                  | "Pilot", "The Exterminator"          |
| 2015         | Mistresses                                              | Consellera Sarah       | "Into the Woods"                     |
| 2015         | Signed, Sealed, Delivered: Truth Be Told                | Nilofer                | Film de tele                         |
| 2015         | Signed, Sealed, Delivered: The Impossible Dream         | Nilofer                | Film de tele                         |
| 2015–16      | The X-Files                                             | Infermera Sandeep      | "My Struggle", "My Struggle II"      |
| 2016         | Three Bedrooms, One Corpse: An Aurora Teagarden Mystery | Patty                  | Film de tele                         |
| 2016         | Supernatural                                            | Beth Roberts           | "American Nightmare"                 |
| 2017         | The Flash                                               | Shelia Agnani          | "Mixed Signals"                      |
| 2017-present | Marvel Super Hero Adventures                            | Ms. Marvel (veu)       | Rol recurrent                        |
| 2017         | Hit the Road                                            | Naima                  | "School Spirit"                      |
| 2017         | Doomsday                                                | Jove científica        | Film de tele                         |
| 2017–18      | Mech-X4                                                 | Soldat / Lt. Verma     | Rol recurrent                        |
| 2018         | Blurt                                                   | Sra. McCann            | Film de tele                         |
| 2018         | Riverdale                                               | Sra. Haggly            | "The Wrestler", "The Noose Tightens" |
| 2018         | Colony                                                  | Oficial de recrutament | "A Clean, Well-Lighted Place"        |
| 2021         | Sweet Tooth                                             | Rani Singh             | Personatge principal                 |